# Isländsk nationaldräkt
Isländsk nationaldräkt (isländska: Þjóðbúningurinn) 
är en folkdräkt som används på Island vid högtidliga tillfällen och på nationaldagen Þjóðhátíðardagurinn. Den skapades på 1800-talet när Island stred för sin självständighet och utseendet regleras sedan 2001 av det nationella folkdräktsrådet, Þjóðbúningaráð.

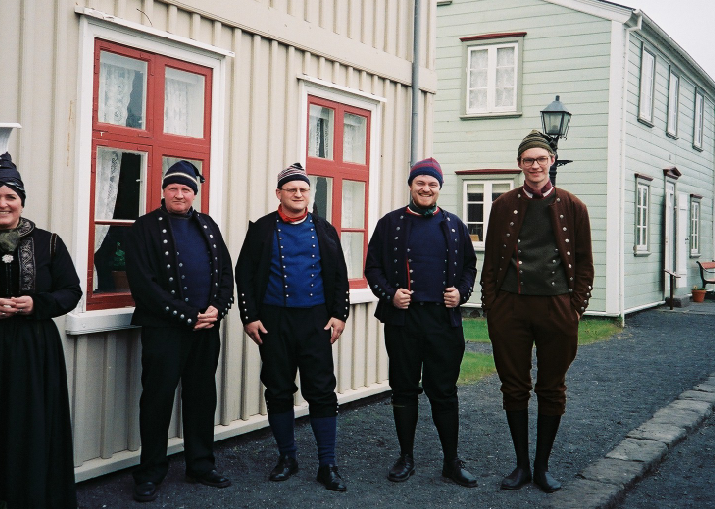
Män i kläder av 1700-talstyp.

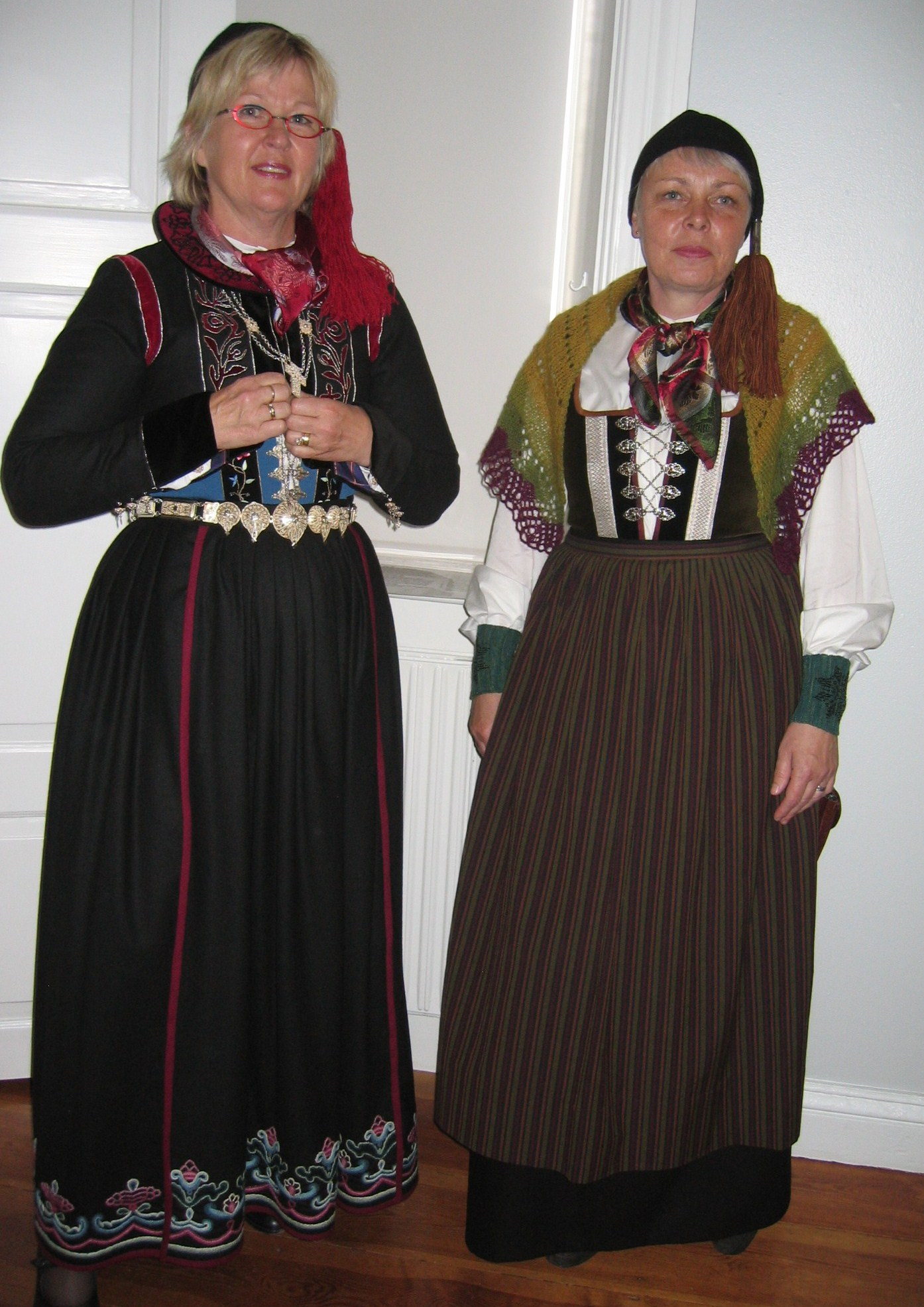
Kvinnor i faldbúningur och mössa med silketofs.

Isländska dräkter under 1500- och 1600-talet har beskrivits i text och från 1700-talet har både bilder och enstaka fragment av kläder bevarats. Kvinnodräkten, som försvann omkring 1850, kallades faldbúningur. Den isländska konstnären Sigurður Guðmundsson skapade dessutom två nya dräkter, skautbúningur och kyrtill, på 1850-talet, 
som han såg som ett inslag i befrielserörelsen mot Danmark.
Endast få detaljer är kända om männens kläder från tidigare tid men man har trots det skapat en folkdräkt utifrån den begränsade informationen. Barnens kläder liknade tidigare de vuxnas, men i början av 1900-talet skapade man en ny flickdräkt med kortare kjol.
Isländsk högtidsdräkt visades upp på Nordiska museet 2019 som en del av utställningen "Arktis – Medan isen smälter".

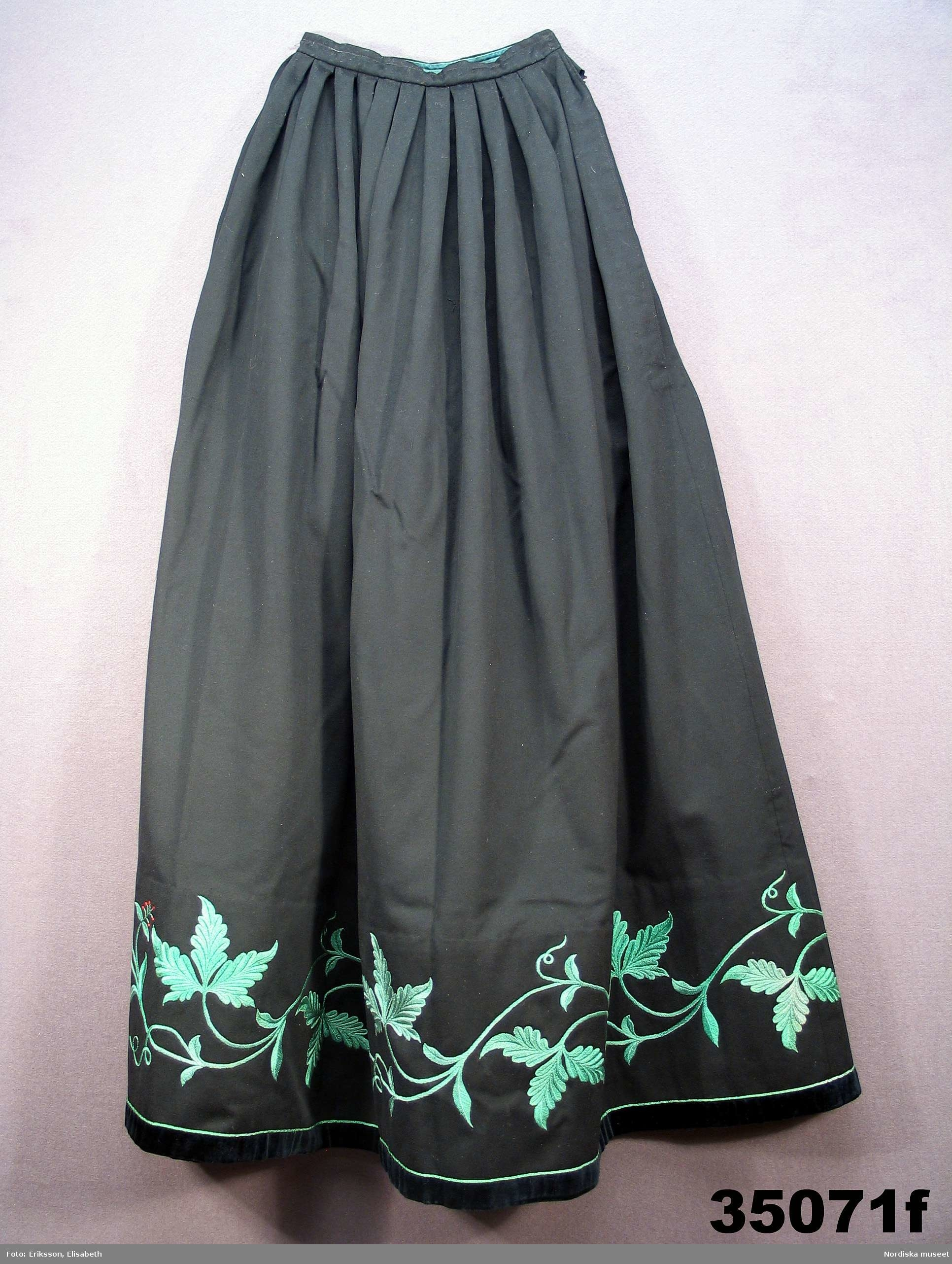
Tillhör en högtidsdräkt från Island som tillkom Nordiska museet 1882.
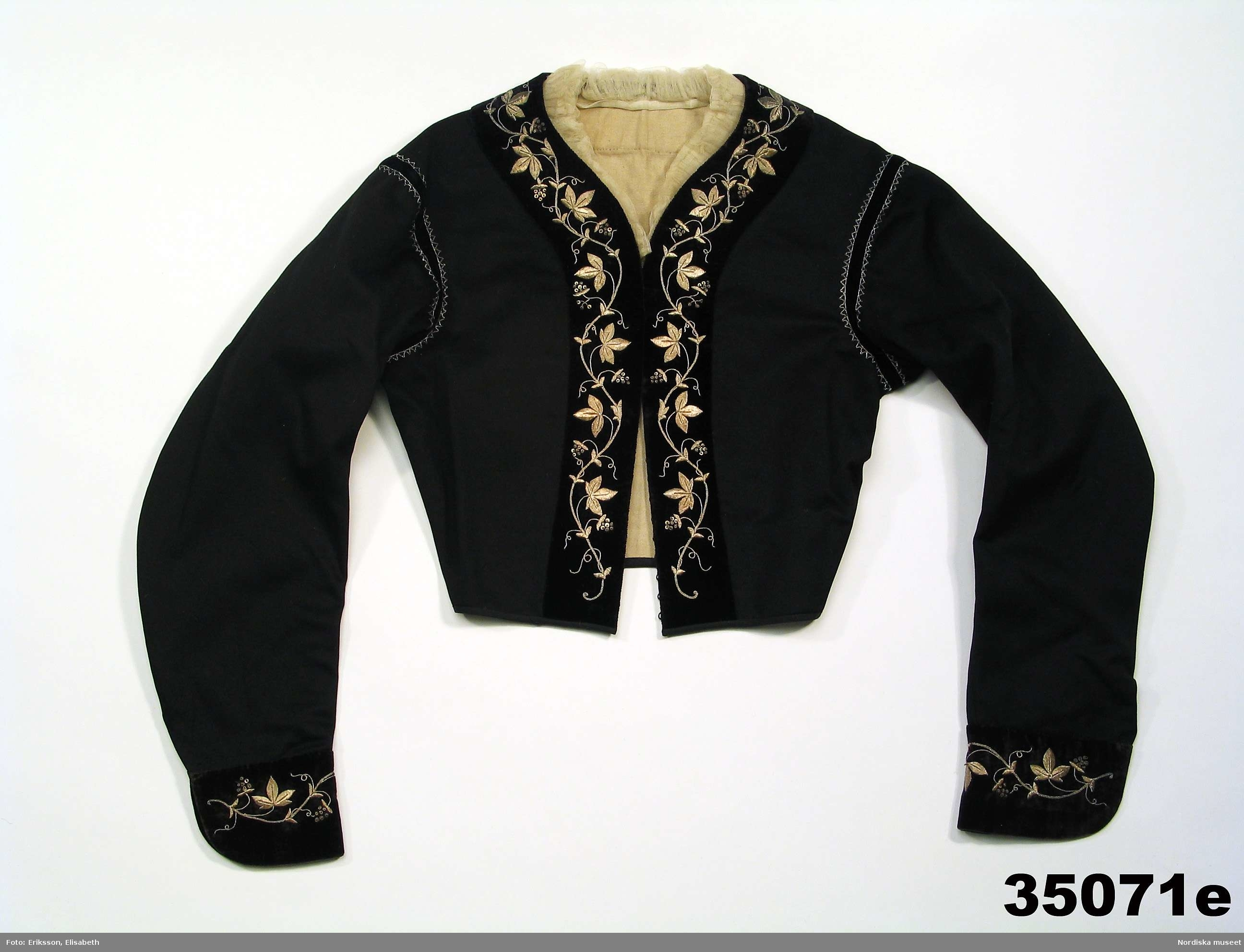
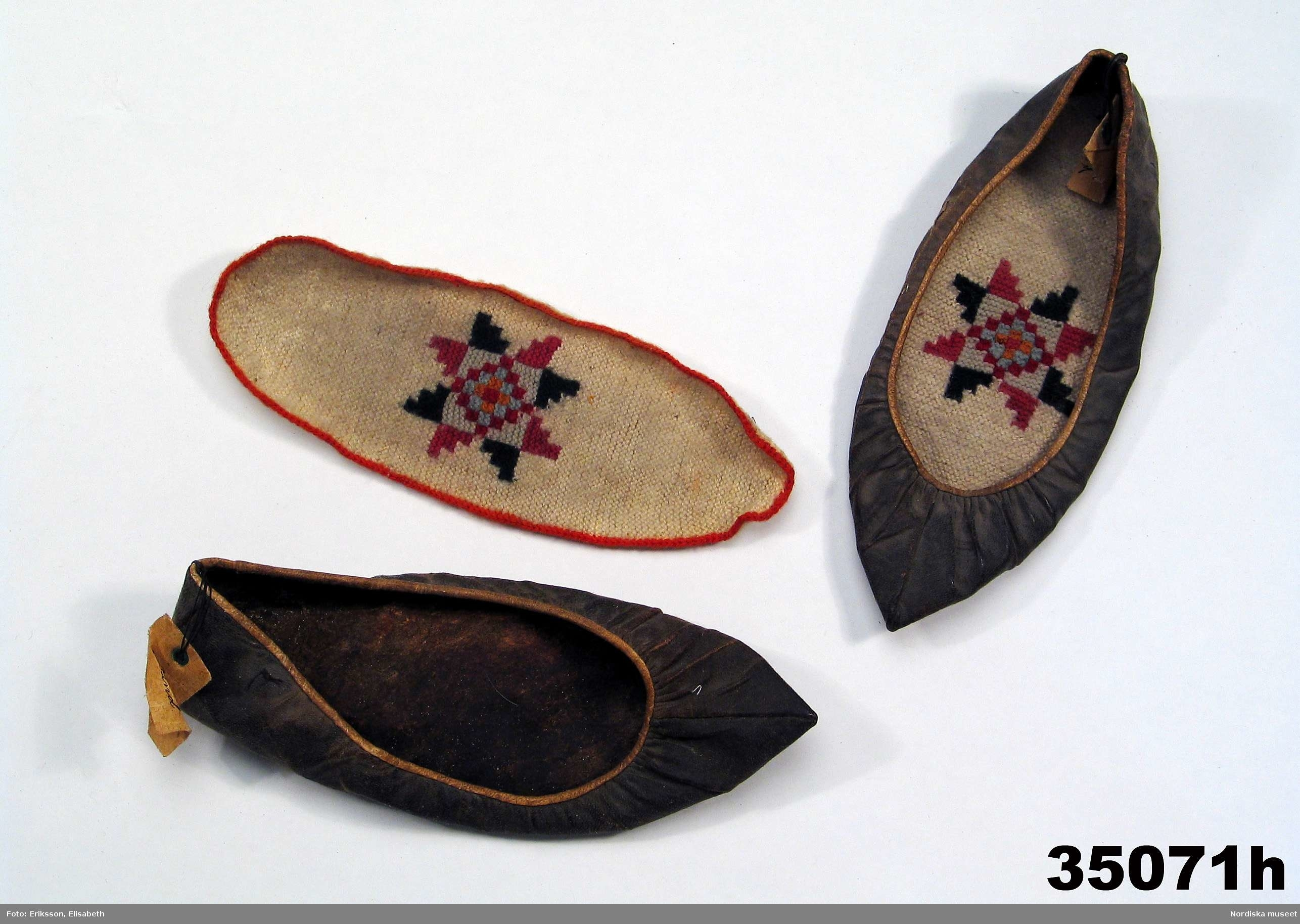
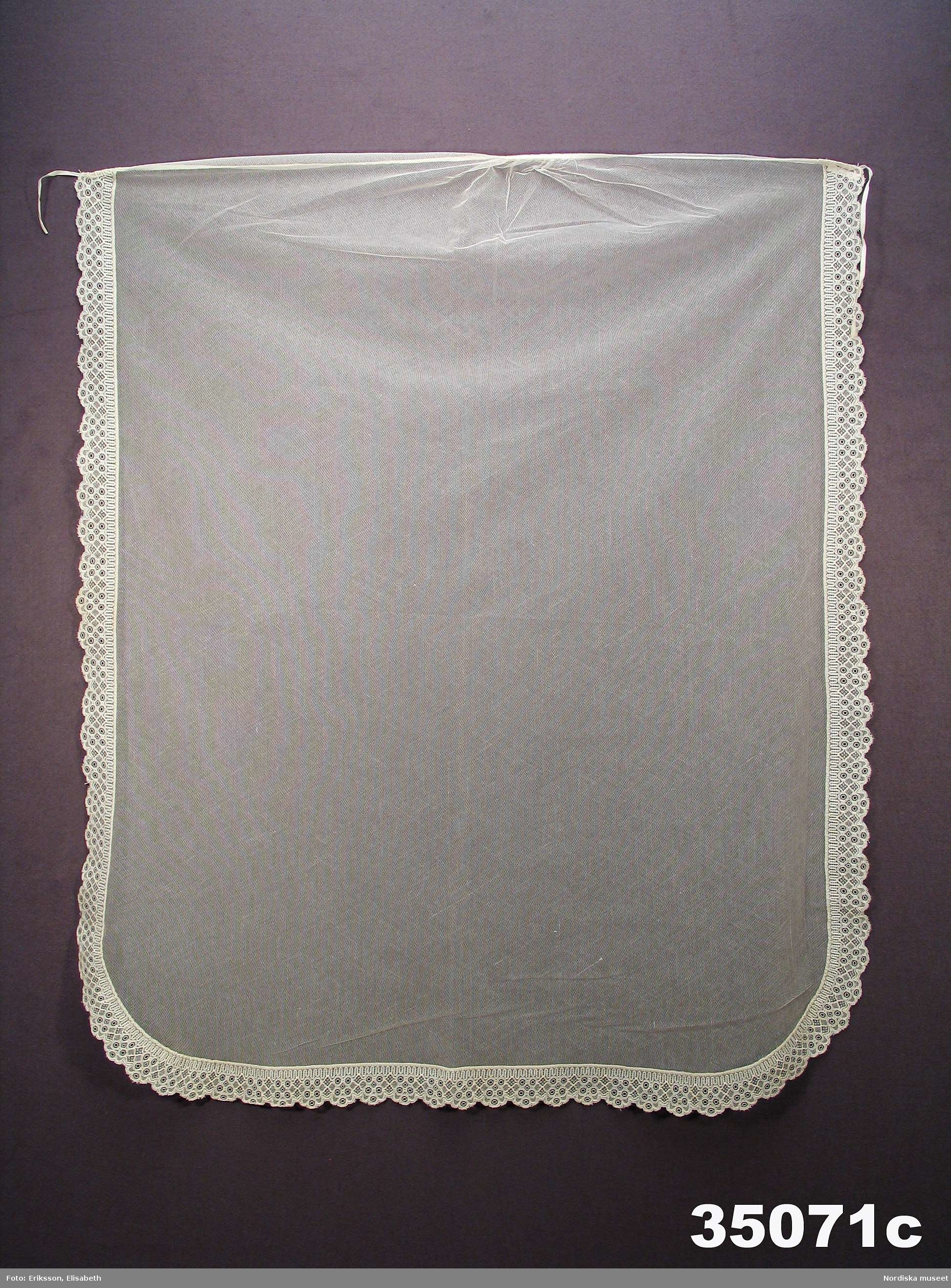
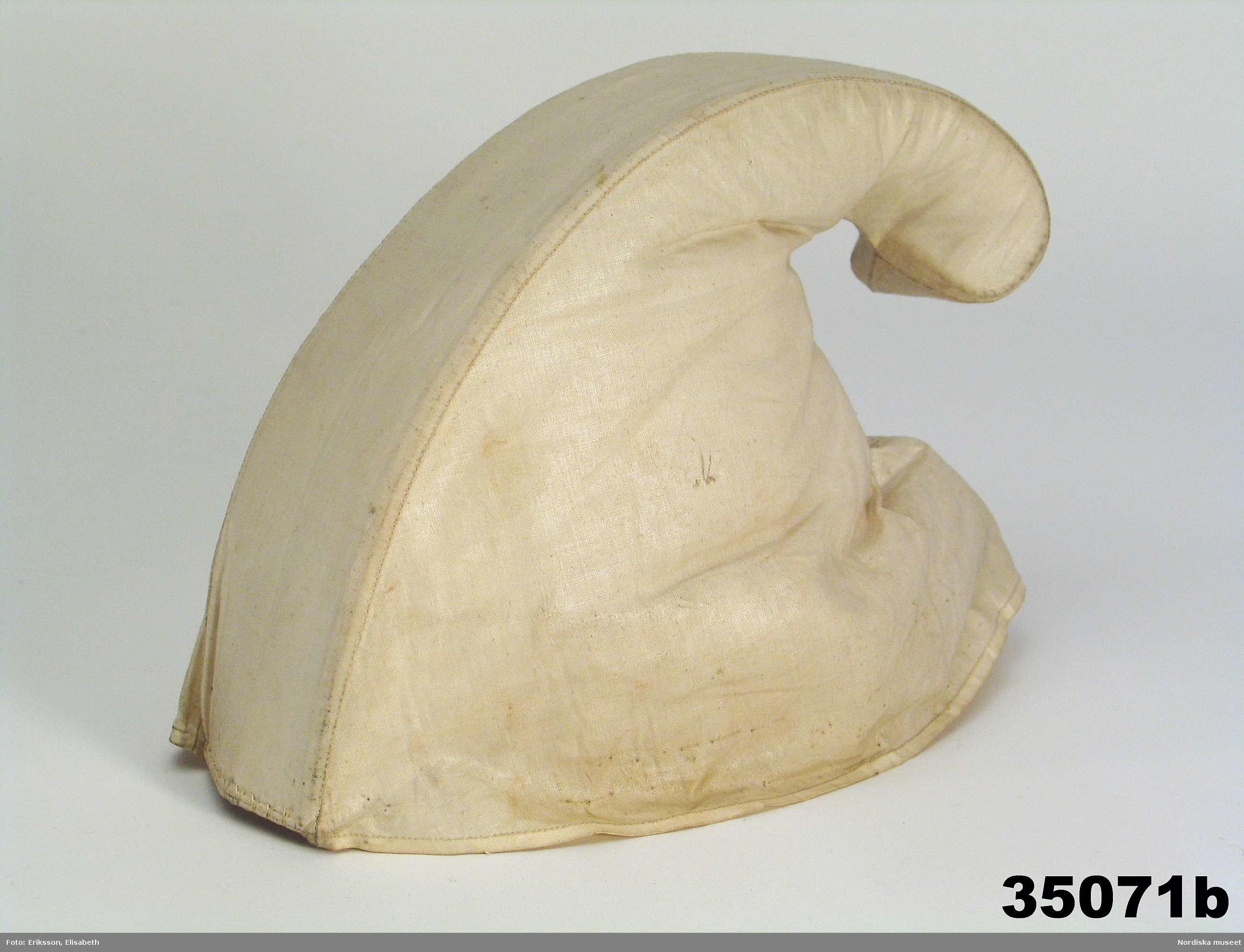
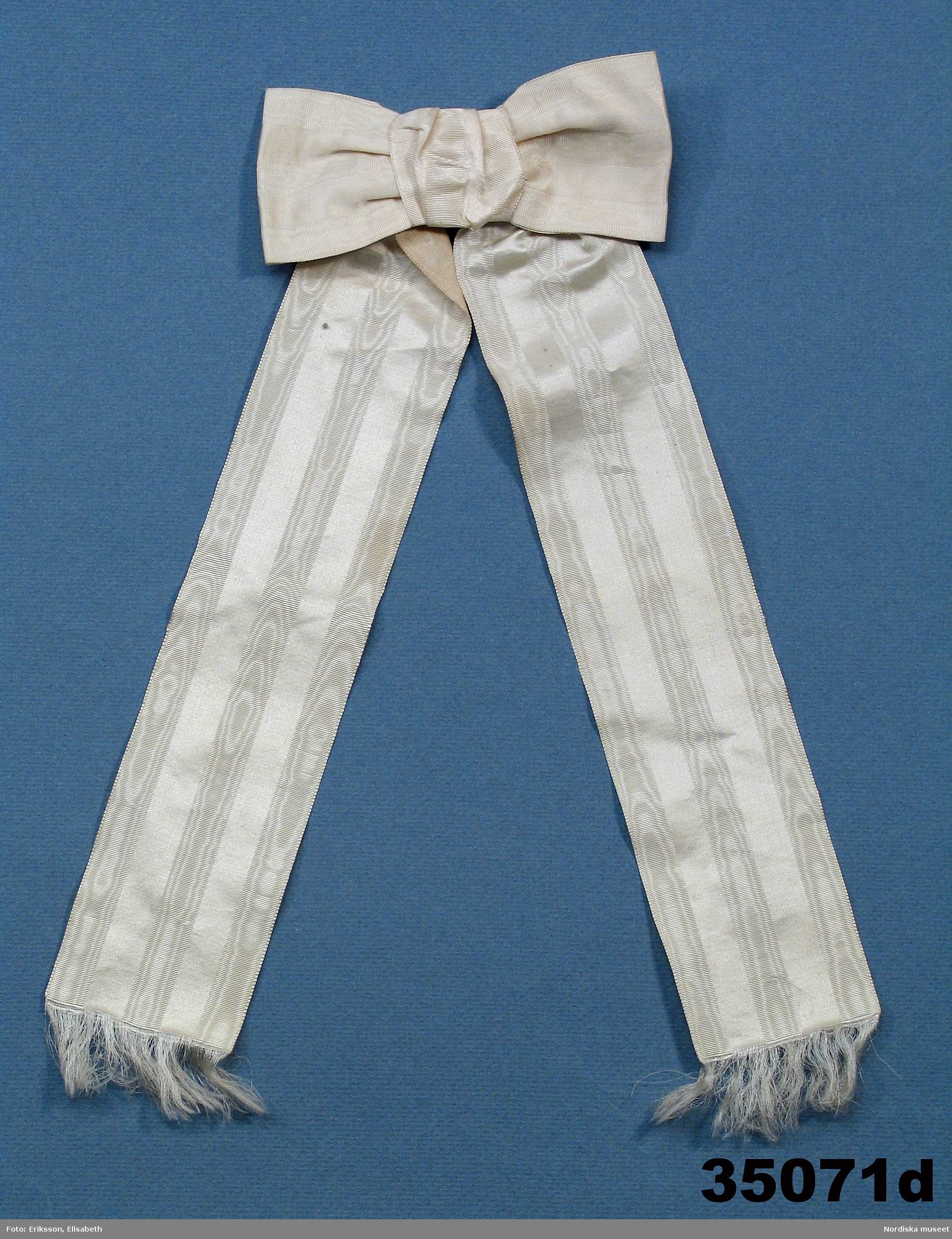
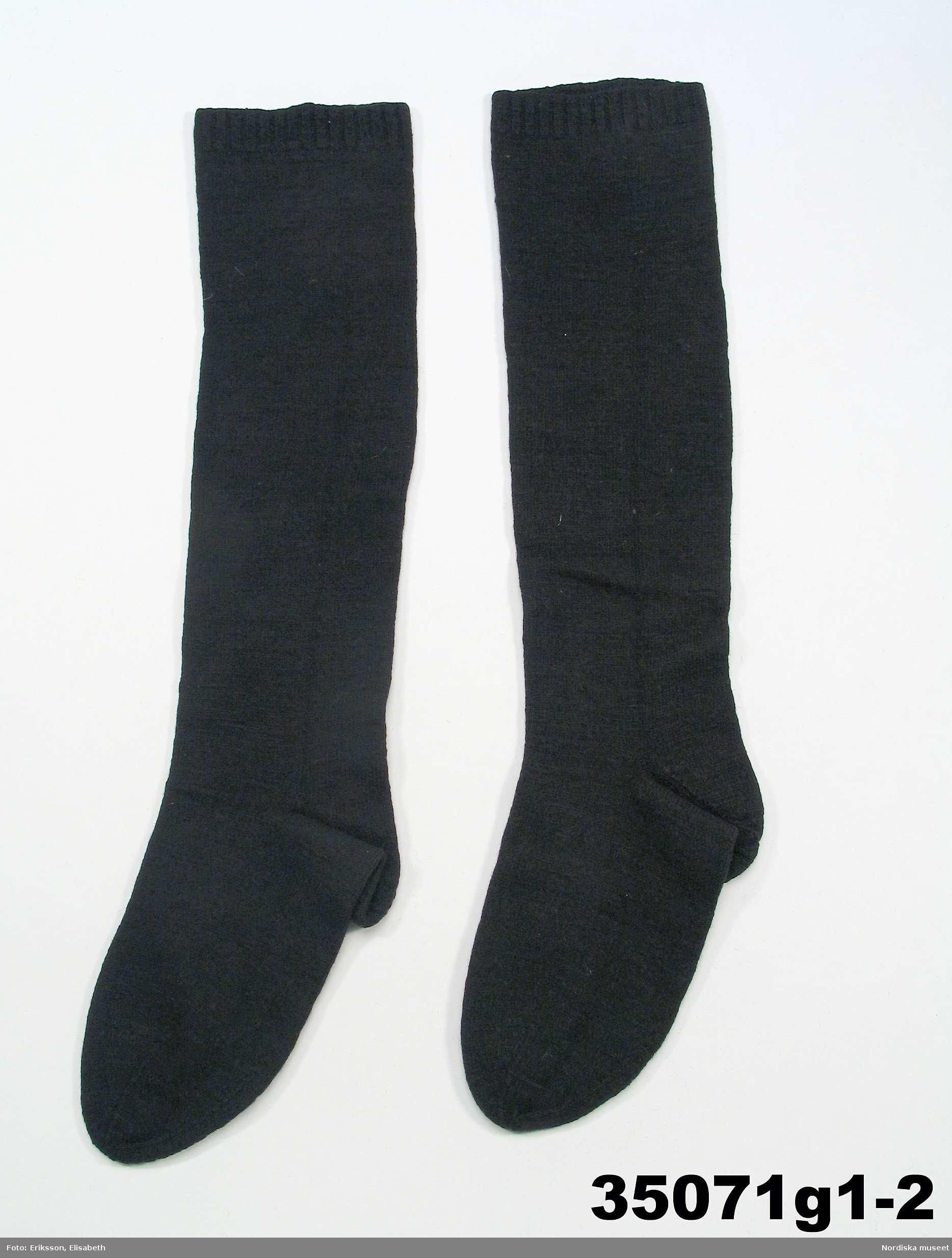